# Raymond Guyot (homme politique)
Pour les articles homonymes, voir Raymond Guyot (homonymie) et Guyot.
Raymond Guyot, né le 17 novembre 1903 à Auxerre (Yonne) et mort le 17 avril 1986 à Fleury-Mérogis (Essonne), est un homme politique français, dirigeant du Parti communiste français. 
Il a occupé des fonctions dans le mouvement communiste international et a été membre du Bureau politique du PCF de 1945 à 1972. Il a également été élu député et sénateur.

## Biographie

### Enfance et jeunesse
Raymond Guyot naît le 17 novembre 1093 à Auxerre. Son père, charretier, meurt d'un accident du travail peu après sa naissance. Raymond et son frère sont élevés par leur mère et la famille de leur grand-père maternel, petits cultivateurs. À seize ans, après l'obtention d'un diplôme de comptable, il travaille à la gare du Paris-Lyon-Marseille (PLM) à Tonnerre et adhère la même année au syndicat des cheminots et aux Jeunesses socialistes. 
Mis à l'écart pour fait de grève, il quitte le PLM et trouve du travail à Troyes dans une maison d'alimentation. Après le congrès de Tours, il adhère aux Jeunesses communistes, dont il devient un militant actif lui valant le surnom de Trotski. Il se lance dans le travail antimilitariste clandestin, dont la publication d'un article paru dans la Dépêche de l'Aube pour lequel il est condamné en août 1923 à quinze jours de prison pour « provocation de militaires à la désobéissance ». Pendant son service militaire en Algérie, il est condamné à deux mois de prison pour son activité contre la guerre du Maroc.
Après son service, il adhère au Parti communiste et renonce à ses sympathies trotskistes pour se rallier à la ligne de l' Internationale communiste. Fin 1925, remarqué pour son action dans l'Yonne et dans l'Aube, il est appelé à Paris et affecté au travail antimilitariste tout en occupant un emploi de comptable aux magasins du Louvre, où il crée un syndicat qu'il fait adhérer à la CGTU[réf. souhaitée].

### Responsable des Jeunesses communistes avant-guerre
Il est élu membre du comité central des Jeunesses en 1927 et il se rend à Moscou en 1928 pour le congrès de l'Internationale des jeunes communistes (IJC). Il devient membre du comité exécutif de l'IJC et secrétaire de la Fédération nationale des Jeunesses communistes, puis, en 1929, membre du comité central du Parti communiste. Après la publication dans La Caserne d'un article intitulé « Accentuez l'action de classe », il disparaît de son domicile pour échapper à la justice qui le condamne par défaut à deux ans de prison en 1930.
Entre 1928 et 1931, Raymond Guyot fait partie du « groupe de la jeunesse », aux côtés de Henri Barbé, Pierre Celor et Maurice Thorez. L'Internationale avait confié la direction du parti à ce groupe pour appliquer la politique dite « classe contre classe ». Lorsque l'Internationale change de politique, c'est lui qui est désigné par son représentant Eugen Fried pour dénoncer le groupe fractionnel Barbé-Celor. 
Pendant deux ans, Raymond Guyot reste dans la clandestinité, notamment à Villejuif, tout en continuant à assumer ses responsabilités à la tête des Jeunesses communistes. Il est finalement arrêté le 24 juin 1932 et fait un an de prison ferme. Une fois libéré, il joue toujours un rôle important dans les JC et dans l'appareil communiste international : membre titulaire du comité exécutif de l'IC, il devient secrétaire général de l'IJC en 1935 et demeure à ce poste jusqu'en 1943. En 1937, il est élu député de Villejuif, en remplacement de Paul Vaillant-Couturier, décédé. Il alterne les séjours en France et en URSS.

### La Seconde Guerre mondiale
En 1939, Raymond Guyot est en URSS au moment de la signature du pacte germano-soviétique. Il rentre en France le 20 septembre. On ne sait pas très bien s'il était porteur de directives de Dimitrov en direction du parti français.
Mobilisé en décembre, il vient siéger à l'Assemblée nationale le 10 janvier 1940 et reste assis avec trois de ses camarades (Fernand Grenier, André Mercier et Charles Michels) lors de l'hommage adressé aux armées françaises. Déchu de ses fonctions le 24 janvier, il déserte et rejoint Moscou,. 
Raymond Guyot est ensuite envoyé en mission en France : parti d'Arkangelsk en novembre 1941, bloqué un mois à Mourmansk, il arrive en Écosse en passant par l'Islande et il est enfin parachuté dans la région de Montpellier en compagnie de Daniel Georges, le frère de Pierre Georges, connu sous le nom de « colonel Fabien » et de Francine Fromond, militante de l'IC, formée pour être opératrice radio. Raymond Guyot et Francine Fromond gagnent Lyon, où Raymond Guyot sera un des principaux dirigeants du parti, pour la zone sud.

### Après guerre
À la Libération, il reprend ses responsabilités tant au parti que dans la vie publique : membre titulaire du bureau politique du PCF de juillet 1945 (Xe congrès du PCF) jusqu'en décembre 1972 (XXe congrès du PCF), il demeure membre du comité central jusqu'en février 1985. Premier secrétaire de la fédération parisienne de juin 1946 jusqu'en 1956, délégué à l'Assemblée consultative provisoire (1944-1945), député de l'Aube le 21 octobre 1945, il est député du 3e secteur de Paris de 1946 à 1958, et sénateur de 1959 à 1977. En 1951-52, il joue un rôle important dans les manifestations de rues assez dures à cette époque (manifestation contre Ridgway par exemple). 
Raymond Guyot fait preuve de fidélité envers le PCF. En 1952, il participe à l'éviction de Charles Tillon et André Marty, n'hésitant pas à dénoncer ce dernier comme policier. En janvier 1953, il demande aux médecins français proches du parti de s'associer à la condamnation des médecins soviétiques impliqués dans le complot des blouses blanches[réf. nécessaire].
En revanche, il intervient auprès des autorités françaises et tchécoslovaques pour faire libérer son beau-frère Artur London devenu après guerre membre du gouvernement communiste tchécoslovaque et mis en cause, en 1951, lors du procès de Prague contre Rudolf Slánský, Vladimír Clementis et douze autres coaccusés. London est libéré en 1955 et autorisé à partir en France en 1963. Après la parution du film L'Aveu, très critiqué par la propagande communiste à la sortie du film, il s'abstient d'intervenir.
Dans son livre caustique sur le Parti communiste français à l'époque stalinienne, Schwartzenmurtz ou l'esprit de parti, l'écrivain Raymond Lévy, un communiste dissident, met en scène Raymond Guyot en apparatchik dénué de sens moral (au point de n'être pas intervenu pour soutenir son beau-frère Artur London) et prêt à suivre tout changement de ligne du Parti. Lévy conclut son livre par ces mots, que, dans un ultime revirement, lui aurait adressés Raymond Guyot en 1969, pour commenter la dénonciation par Artur London des crimes staliniens : « Il fallait que ces choses-là fussent dites enfin. ».
À partir de 1950, il anime une petite équipe clandestine chargée de la propagande parmi les appelés, qui diffuse notamment le journal Soldat de France et, pendant la Guerre d'Algérie, encourage les rébellions contre les départs de rappelés en 1955. Il soutient les Soldats du refus, une quarantaine de communistes (dont son fils Pierre Guyot) qui acceptent la mobilisation mais refusent de combattre en Algérie. Il se soumet ensuite à la décision de couper court au mouvement prise par Maurice Thorez qui invoque Lénine : « Le soldat communiste part à toute guerre, même à une guerre réactionnaire pour y poursuivre la lutte contre la guerre. »
En 1961, Raymond Guyot participe au procès monté contre les « khrouchtcheviens français » Marcel Servin et Laurent Casanova, succédant à ce dernier comme représentant français au Conseil mondial de la paix.

En 1968, après l'invasion de la Tchécoslovaquie par les troupes soviétiques, Raymond Guyot est convoqué avec Gaston Plissonnier à l'ambassade d'URSS dans la nuit du 20 au 21 août 1968 pour être avisés de l'événement. Dix ans plus tard, dans un article publié dans L'Humanité, Guyot écrit : 

« la plaie ouverte jusqu'au plus profond du mouvement communiste et ouvrier international reste béante. »

Raymond Guyot meurt le 17 avril 1986 à Fleury-Mérogis (Essonne).

## Famille
Marié avec Fernande Ricol, il est le beau-frère de Lise Ricol, épouse d'Artur London.
Son fils Pierre Guyot, membre du PCF lui-aussi, réfractaire à la guerre d'Algérie, fut condamné à deux ans de prison. Responsable de la CGT à Saint-Ouen, et conseiller municipal en 1968, il témoigne dans le film Reprise d'Hervé Le Roux.